# 紐科克大道-小海地車站
紐科克大道-小海地車站（英語：Newkirk Avenue–Little Haiti station），原名紐科克大道車站（英語：Newkirk Avenue station），為紐約地鐵IRT諾斯特蘭大道線的一個地鐵站，位於布魯克林紐科克大道及諾斯特蘭大道交界，設有2號線（任何時候停站）與5號線（僅平日停站）列車服務。

## 車站結構
| Ground | 街道層   | 出入口                                                                       |
| 月台層 | 側式月台 | 側式月台                                                                     |
| 月台層 | 北行     | ← 往威克菲爾德-241街 (貝弗里路) ← 往伊斯徹斯特-代里大道或涅雷大道 (貝弗里路) |
| 月台層 | 南行     | → 往夫拉特布什大道-布魯克林學院 (總站) →                                     |
| 月台層 | 側式月台 |                                                                              |

此地下車站設有兩個側式月台和兩條軌道。每個月台設有各自的閘機，不設跨線橋或下通道，但車站南端有已關閉的下通道痕跡。

## 外部連結
- nycsubway.org—Brooklyn IRT: Newkirk Avenue
- Station Reporter — 2 Train
- The Subway Nut — Newkirk Avenue Pictures （页面存档备份，存于）
- Newkirk Avenue entrance from Google Maps Street View （页面存档备份，存于）
- Avenue D exit only stairs from Google Maps Street View （页面存档备份，存于）
- Platforms from Google Maps Street View